# 伴健雄
伴 健雄（ばん たけお、1892年〈明治25年〉10月4日 - 1956年〈昭和31年〉8月24日）は、大日本帝国陸軍軍人。最終階級は陸軍中将。

## 経歴
福岡県出身。1911年（明治44年）、福岡県立中学修猷館を経て、1913年（大正2年）5月、陸軍士官学校第25期卒業。1922年（大正11年）11月、陸軍大学校第34期卒業。
1935年（昭和10年）8月、砲兵監部部員を経て、1936年（昭和11年）8月、陸軍砲兵大佐に進み、1937年（昭和12年）9月より野砲兵第4連隊長に補され、1939年（昭和14年）3月9日、陸軍少将に進み北支那方面軍兵器部長となった。
ついで同月23日、陸軍造兵廠総務部長、1940年（昭和15年）4月、陸軍兵器本部総務部長、1941年（昭和16年）3月、東部軍砲兵隊長、同年8月、鎮海湾要塞司令官を経て、11月に陸軍中将に進級した。
その後、1942年（昭和17年）6月、陸軍重砲兵学校長を経て、1943年（昭和18年）3月、第34師団長に親補され、九江に駐屯、終戦を迎えた。
1948年（昭和23年）1月31日、公職追放仮指定を受けた。

## 栄典
- 1940年（昭和15年）8月15日 - 紀元二千六百年祝典記念章[7]